# Adamantoscelis
Adamantoscelis é um gênero de mariposa pertencente à família Acrolepiidae.